# Cmentarz Branicki
Cmentarz Branicki (cz. Branický hřbitov) – cmentarz położony w stolicy Czech w dzielnicy Praga 4 (Braník) przy ulicy Vrbova 1795/8.

## Historia
Do czasu powstania tego cmentarza mieszkańców Braníka chowano na cmentarzu parafialnym przy kościele św. Michała Archanioła w Podolí. Pochowanych jest tu wielu samobójców, którzy zakończyli życie skacząc z pobliskich Branickich Skał. Do czasów współczesnych spoczywają w wydzielonej kwaterze. 